# Paul Lenoir
Paul Marie Étienne Lenoir, né à Paris le 15 juillet 1776 et mort à Paris le 18 juillet 1827, est un mécanicien français.

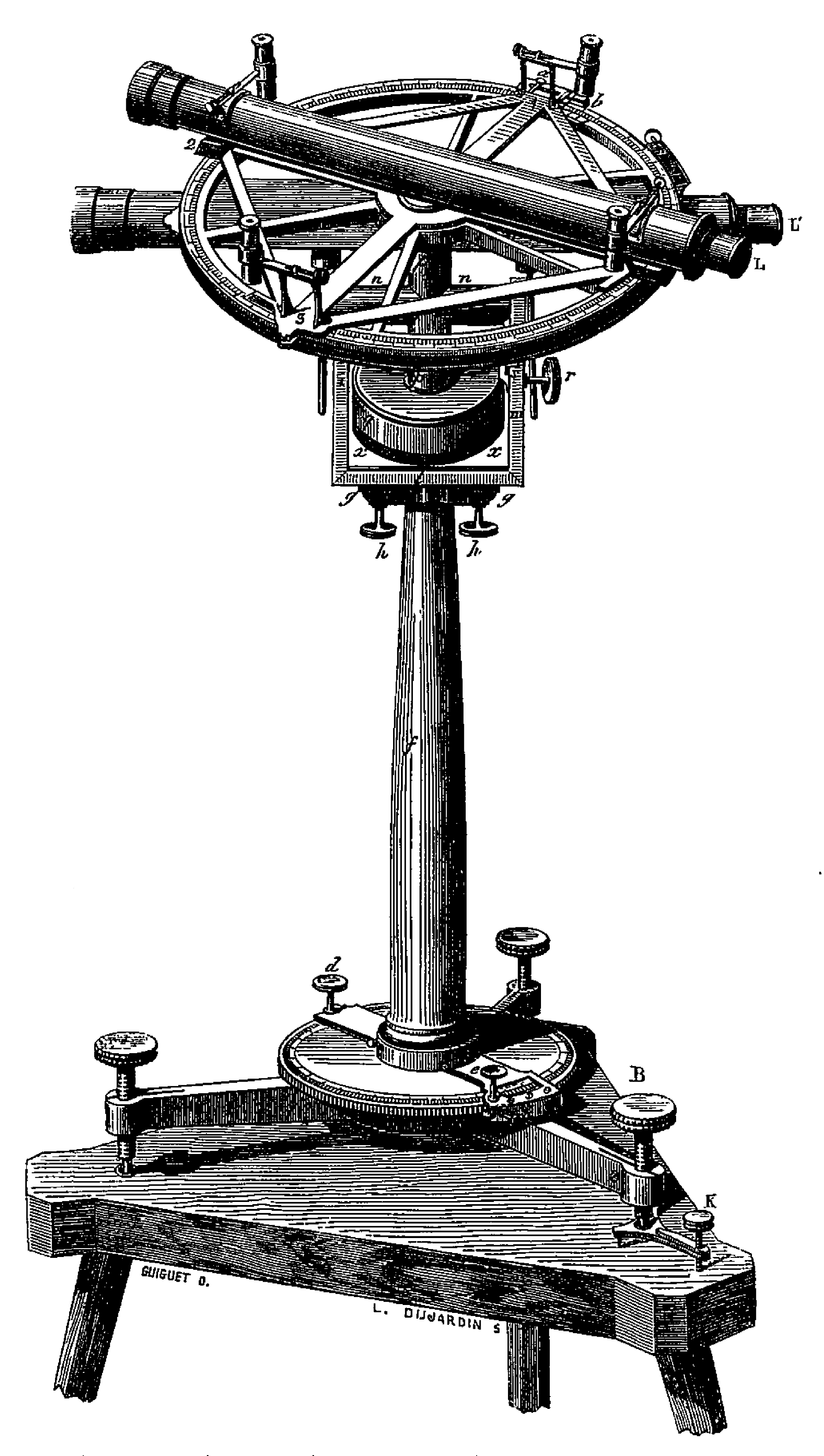
Cercle répétiteur de Borda, disposé pour les observations azimutales.

## Biographie
Il est fils d'Étienne Lenoir, constructeur d'instruments scientifiques et célèbre réalisateur du cercle répétiteur de Borda (Voir gravure).
Il fait partie de l'Expédition d'Égypte et est nommé contrôleur des monnaies en Égypte.
Conté installe des ateliers dans l'île de Roudah, près du Caire. Lenoir sera chef de l'atelier des instruments d'astronomie.
De retour en France, il devient ingénieur pour les instruments à l'usage des sciences en 1809.